# Аносов, Александр Николаевич
Алекса́ндр Никола́евич Ано́сов (1884 — 1942?) — член IV Государственной думы от Тамбовской губернии.

## Биография
Родился 31 августа (12 сентября) 1884 года. Происходил из купеческой семьи, потомственный почётный гражданин. Землевладелец (320 десятин).
Окончил Тамбовскую классическую гимназию и юридический факультет Московского университета (1909).
По окончании университета поселился в имении своего отца в Никольско-Кабаньевской волости Борисоглебского уезда, бывшим одним из образцовых хозяйств в России, где посвятил себя сельскому хозяйству и общественной деятельности. Избирался гласным Борисоглебского уездного и Тамбовского губернского земских собраний. Был присяжным поверенным.
В 1912 году был избран членом Государственной думы от Тамбовской губернии. Входил во фракцию «Союза 17 октября», после её раскола — в группу «Союза 17 октября». Также входил в Прогрессивный блок. Состоял секретарем финансовой комиссии, а также членом комиссий: продовольственной, бюджетной, о мерах борьбы с немецким засильем, сельскохозяйственной, по запросам.
Участвовал в Февральской революции. В марте 1917 года был членом комиссии Временного комитета Государственной думы по принятию задержанных и высших гражданских чинов, а с 7 апреля — членом военной комиссии. В апреле—мае был членом-заместителем в Общегосударственном продовольственном комитете Временного правительства; 13 мая 1917 года был командирован ВКГД на Кавказ для работы в Особом Закавказском комиссариате.
Был кандидатом в Учредительное собрание от Тамбовской губернии по конституционно-демократическому списку, но избран не был.
Был женат на Юдиной Клавдии Алексеевне, имел двух дочерей Надежду и Галину.
Судьба после 1917 года. Некоторое время, после революции, семья жила в Крыму с семьей жены, Носовыми Василием Ивановичем, его женой Надеждой Алексеевной Юдиной, их дочерью Верой (скончалась в Крыму от туберкулеза) и сыном Иваном. Позже все переехали в Москву. А. Н. Аносов с семьей поселился в Малом Каретном переулке, где умер от обострившегося туберкулеза 17 апреля 1942 года. Его жена скончалась в 1971 г. Супруги похоронены вместе на Введенском кладбище (22 уч.); М. Д. Артамонов информации о таком захоронении не даёт.